# Harpacticus
Harpacticus är ett släkte av kräftdjur som beskrevs av H. Milne Edwards 1840. Harpacticus ingår i familjen Harpacticidae.

## Dottertaxa tillHarpacticus, i alfabetisk ordning[1][2]
- Harpacticus arcticus
- Harpacticus chelifer
- Harpacticus compressus
- Harpacticus compsonyx
- Harpacticus confusus
- Harpacticus depressus
- Harpacticus dubitabilis
- Harpacticus falklandi
- Harpacticus flexus
- Harpacticus furcatus
- Harpacticus furcifer
- Harpacticus giesbrechti
- Harpacticus glaber
- Harpacticus gracilis
- Harpacticus gurneyi
- Harpacticus littoralis
- Harpacticus meridionalis
- Harpacticus nicaeensis
- Harpacticus nipponicus
- Harpacticus obscurus
- Harpacticus pacificus
- Harpacticus ponticus
- Harpacticus poppei
- Harpacticus pulvinatus
- Harpacticus septentrionalis
- Harpacticus spinulosus
- Harpacticus superflexus
- Harpacticus tenellus
- Harpacticus trisetosus
- Harpacticus uniremis